# Полана (Мурска Собота)
Полана (словен. Polana, мађ. Vaspolony) је насељено место у општини Мурска Собота, Помурска регија, Словенија.

## Историја
До територијалне реорганизације у Словенији била је у саставу старе општине Мурска Собота.

## Становништво
У попису становништва из 2011. године, Полана је имала 209 становника.
| Број становника према пописима | Број становника према пописима | Број становника према пописима |
| ------------------------------ | ------------------------------ | ------------------------------ |
| 1991                           | 2002                           | 2011                           |
| 215                            | 198                            | 209                            |